# Nouic
Nouic är en kommun i departementet Haute-Vienne i regionen Nouvelle-Aquitaine i västra Frankrike. Kommunen ligger i kantonen Mézières-sur-Issoire som tillhör arrondissementet Bellac. År 2022 hade Nouic 430 invånare.

## Befolkningsutveckling
Antalet invånare i kommunen Nouic
| Referens: INSEE |